# Ла Пуенте (град, Калифорния)
Ла Пуенте (на английски: La Puente) е град в окръг Лос Анджелис, щата Калифорния, САЩ. Ла Пуенте е с население от 41526 жители (2000) и обща площ от 9,05 km². Намира се на 107 m надморска височина. ЗИП кодовете му са 91744-91749, а телефонният му код е 626.